# Rowland, North Carolina
Rowland är en ort i Robeson County i delstaten North Carolina, USA.